# Constituição Iugoslava de 1946

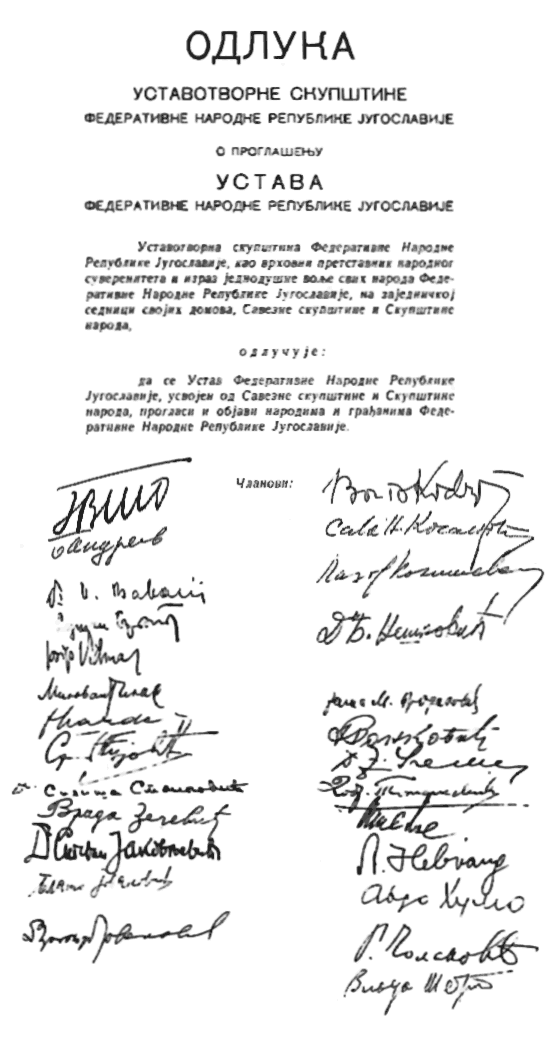
Ato de promulgação da Constituição da República Popular Federal da Iugoslávia (1946)

A Constituição Iugoslava de 1946, oficialmente intitulada como Constituição da República Popular Federal da Iugoslávia (em sérvio:  Устав Федеративне Народне Републике Југославије; em croata:  Ustav Federativne Narodne Republike Jugoslavije), foi a primeira constituição da República Popular Federal da Iugoslávia. Foi adotado pela Assembleia Constituinte da Iugoslávia, eleita em 11 de novembro de 1945. A Constituição entrou em vigor na sua promulgação, em 31 de janeiro de 1946.    

## Prelúdio

Ivan Ribar (1881–1968), Presidente da Presidência da Assembleia Constituinte da Iugoslávia

As eleições para a Assembleia Constituinte da Iugoslávia foram realizadas em 11 de novembro de 1945. O processo eleitoral foi dominado pela Frente Popular da Iugoslávia (PFY), uma coligação política liderada pelo Partido Comunista da Iugoslávia (CPY), no poder. Uma vez que os partidos da oposição foram suprimidos, a lista eleitoral do PFY obteve uma vitória eleitoral esmagadora, permitindo assim ao CPY prosseguir com os seus planos para a abolição definitiva da já enfraquecida monarquia. Em 29 de novembro (1945), por declaração da Assembleia Constituinte, a Iugoslávia foi oficialmente proclamada como república popular, e federação, sob o nome: República Popular Federal da Iugoslávia (FPRY). Ao mesmo tempo, foi iniciada a elaboração da nova constituição. Em 31 de janeiro de 1946, a Constituição foi adotada e promulgada. A proclamação solene da nova Constituição foi oficiada por Ivan Ribar, Presidente da Presidência da Assembleia Constituinte da Iugoslávia.  

## Disposições constitucionais

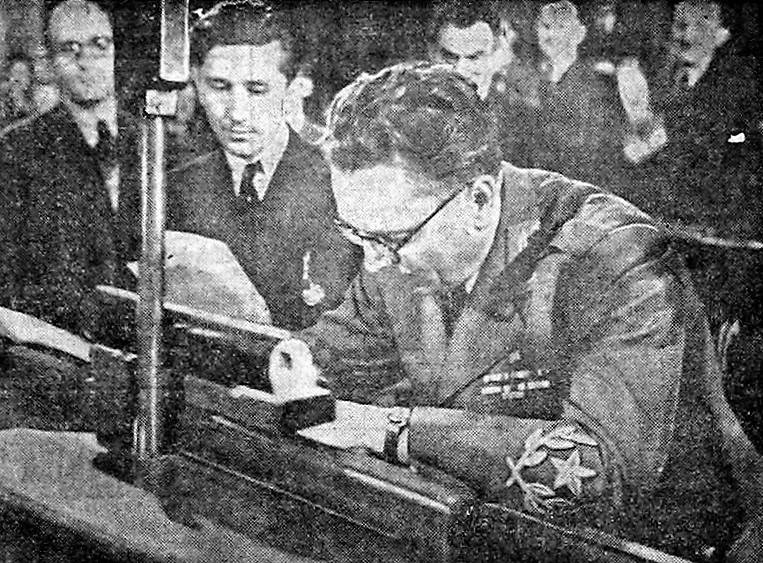
Assinatura da Declaração de 29 de Novembro de 1945, por Josip Broz Tito, Presidente do Governo Iugoslavo

A Constituição definiu a Iugoslávia como uma república popular e uma federação (Artigo 1), finalizando assim dois objetivos políticos principais da Frente Popular da Iugoslávia (PFY) e do Partido Comunista da Iugoslávia (PCJ), liderado por Josip Broz Tito, na altura Presidente do Governo Iugoslavo. 
Nos termos do artigo 2.º da Constituição, o estado federal foi definido como a união de seis estados federados, na seguinte ordem constitucional: a República Popular da Sérvia, a República Popular da Croácia, a República Popular da Eslovênia, a República Popular da Bósnia e Herzegovina, a República Popular da Macedônia e a República Popular do Montenegro. 
Duas unidades autônomas existentes também foram confirmadas, dentro da República Popular da Sérvia: a primeira sendo a Província Autônoma da Voivodina, e a segunda sendo a Região Autônoma do Kosovo e Metohija. Nos termos do artigo 44.º, também foi permitida a criação de novas províncias autónomas e de novas regiões autônomas. 
A igualdade de todos os cidadãos e de todos os grupos foi proclamada e garantida, mas nem uma única nacionalidade ou etnia foi mencionada nominalmente em todo o texto da Constituição. 
As línguas oficiais não foram definidas. 
Uma das características mais importantes da Constituição era que ela se assemelhava à Constituição da União Soviética (1936). A constituição iugoslava promoveu a posição dominante da propriedade estatal, a organização da autoridade com base no princípio da unidade de autoridade e a divisão dicotômica de toda autoridade estatal em autoridades estatais e administração estatal. 
A divisão de jurisdição existia entre o estado federal e seis estados federados. A distribuição do poder baseava-se no princípio do “centralismo democrático”, definido pelo principal ideólogo constitucional iugoslavo da época: Edvard Kardelj. Na verdade, isso significou a introdução de modelos sociais estatísticos e de regulamentações estatais centralistas, lado a lado com o federalismo nominal. Foram excluídas formas de pluralismo ideológico, político e outras formas de pluralismo. 
Esta Constituição permitiu uma maior consolidação do regime comunista no país. Após o início do conflito com a União Soviética em 1948, as autoridades jugoslavas decidiram encontrar o seu próprio caminho para o socialismo. A reforma legislativa começou com alterações parciais, em 1950 e 1952, mas uma mudança crucial será feita pela lei constitucional iugoslava de 1953. 

## Comentários
No seu discurso ao Quinto Congresso (1948) do Partido Comunista da Iugoslávia, o secretário-geral Josip Broz Tito referiu-se a vários artigos da Constituição para demonstrar a sua natureza liberal.
Tomemos apenas o artigo 1º da Constituição, que diz: “A República Popular Federativa da Iugoslávia é um estado nacional federal de estrutura republicana, uma comunidade de povos gozando de direitos iguais, que com base no direito à autodeterminação, incluindo o direito de se separar, manifestaram a sua vontade de viver juntos num Estado federado."
Aí, é assim que aqui se estabelece a igualdade nacional, é assim que ela é codificada e posta plenamente em prática.
Além disso, como é que a questão do poder é resolvida na Constituição e na prática neste país?
No Artigo 6 afirma-se: "Na República Popular Federativa da Jugoslávia todo o poder deriva do povo e pertence ao povo. O povo exerce o seu poder através dos órgãos representativos da autoridade estatal livremente eleitos, dos comités populares que, desde o dos comités populares locais até às assembleias das repúblicas populares e à Assembleia Popular da República Popular Federal da Jugoslávia originaram-se e desenvolveram-se na Guerra de Libertação Popular contra o Fascismo e a reacção e que são as conquistas básicas dessa luta."

Consequentemente, a Constituição apenas confirmou, ou melhor, codificou, o que foi conquistado durante a guerra, ou seja, o poder do povo, o poder de uma verdadeira democracia popular.